# Mieko Hirota
Mieko Hirota (弘田三枝子 Hirota Mieko?) (Setagaya, Tokio, 5 de febrero de 1947-21 de julio de 2020) fue una cantante popular y creadora de programas diéteticos japonesa. Su apodo era Miko (también deletreado Mico).

## Biografía
Nació en Setagaya, Tokio. Vivió en Tachikawa, donde existía la base de la Fuerza Aérea de Estados Unidos (hasta su traslado a  Yokota), tuvo la oportunidad de escuchar y cantar la música de origen extranjero como la Pop Americana y el Jazz.
Logró su debut oficial en 1961, cuando tenía 14 años de edad, cantando "Kodomo ja Naino", la versión japonesa de "Don't Treat Me Like A Child", de la inglesa Helen Shapiro. En 1965, pasó a ser la primera cantante de Japón que ha participado en el Newport Jazz Festival, uno de los principales eventos, de carácter internacional, en el Mundo del Jazz.
Hirota apareció como cantante del llamado "Kayōkyoku", la Pop Japonesa con influencias desde diferentes géneros musicales, por ocho veces (del '62 al '66 y del '69 al '71) en Kōhaku Uta Gassen, un programa musical de larga duración de NHK (la Cadena Japonesa de Radio y Televisión), en vísperas del Año Nuevo. Su primera actuación fue en 1962, cantando la versión japonesa de "Vacations", uno de los grandes éxitos de la estadounidense Connie Francis.
Cantó la "Leo no Uta," el tema musical "Kimba, el león blanco", una serie televisiva de dibujos animados, en 1965.
Su fama llegó al pico en 1970, como autora del libro "Miko no Karori Bukku (Mico's Carory Book)" que ha registrado más de 1 millón 500 mil ejemplares vendidos en Japón. Éste trataba sobre una serie de programas dietéticos, que fueron experimentado por sí misma, basada especialmente en cálculo de calorías por alimentos, un concepto que todavía era bastante raro en Japón, de aquella época. Al final, Hirota consiguió transformar drásticamente su apariencia externa, reduciendo 20 kg aproximadamente en breves tiempos, a fines de la década de los '60.
La metamorfosis de Hirota fue acompañada por el éxito de la canción "Ningyo no Ie (Casa de Muñecas)", de 1969, su primer (y último) "million hit". No obstante, desde ahí en adelante, como cantante de Kayōkyoku entra al período de estancamiento, disminuyendo su aparición en los programas musicales.
Desde mediados de los '70 estuvo en Estados Unidos. 
Después de su divorcio, en Estados Unidos, regresó con su querida hija a Japón (1980). 
Aprovechando su carismática existencia en el mundo del dietismo japonés, continuó la publicación de materiales sobre sus expreriencias dietéticas al estilo autobiográfico, en forma paralela a las actividades musicales. Ej: La Serie "Maindo Byuti Sōshin-hō (Mind-Beauty Diet Programs)", desde 1986; la Serie "Miko no Daietto Baiburu (Mico's Diet Bible)", la versión 21C del "Mico's Carory Book" (en papel y como "e-book"), otros.
Residía con su hermana mayor en Tokio y, artísticamente, perteneció a la "Music Office Goda" S.A. 
Además de la presentación en los eventos públicos (conciertos, shows nocturnos, otros), dirigidos para los amantes del Jazz y la Pop Oldies, apareció en los programas musicales de televisión y radio como invitada, especialmente, de la Cadena TXN, comúnmente conocido como "Canal 7 de Tokio".
El 20 de julio de 2020 sufrió una caída en su domicilio en la prefectura de Chiba. Falleció a los setenta y tres años al día siguiente el 21 de julio, en el hospital donde fue ingresada a causa de la caída. El deceso fue comunicado una semana después, el 27 de julio.